# Speiredonia mutabilis
Speiredonia mutabilis är en fjärilsart som beskrevs av Fabricius 1794. Sericia anops ingår i släktet Speiredonia och familjen nattflyn. Inga underarter finns listade i Catalogue of Life.